# Kidō Senshi Gundam: Giren no Yabō - Zeon no Keifu
Kidō Senshi Gundam: Giren no Yabō - Zeon no Keifu (機動戦士ガンダム ギレンの野望 ジオンの系譜) est un jeu vidéo de stratégie développé et édité par Bandai en février 2000 sur PlayStation. C'est une adaptation en jeu vidéo de la série basée sur l'anime Mobile Suit Gundam. Il a été porté sur Dreamcast et PlayStation Portable. C'est le deuxième opus d'une série de cinq jeux vidéo,.

## Portages
- Dreamcast : 2000
- PlayStation Portable : 2005

## Série
1. Kidō Senshi Gundam: Giren no Yabō : 1998, Saturn, WonderSwan Color
1.5.  Kidō Senshi Gundam: Giren no Yabō - Kōryaku Shireisho : 1998, Saturn
2. Kidō Senshi Gundam: Giren no Yabō - Zeon no Keifu
3. Kidō Senshi Gundam: Giren no Yabō - Zeon Dokuritsu Sensōden - Kōryaku Shireisho : 2002, PlayStation 2
4. Kidō Senshi Gundam: Giren no Yabō - Axis no Kyōi : 2008, PlayStation Portable
5. Kidō Senshi Gundam: Giren no Yabō - Axis no Kyōi V : 2009 : PlayStation Portable